# 严子陵祠
严子陵祠位于中国浙江省宁波余姚市阳明街道龙泉山南麓，为纪念东汉隐士严光（字子陵）的专祠，始建年代不详，唐时已有，最初位于严公山，后迁至客星山麓严光墓旁（位于县城东北五公里），明弘治时为便于瞻谒又迁至县城内龙泉山，现建筑为清光绪二十三年（1897）重建，2006年重修。建筑坐北朝南，面阔五间，硬山顶，祠前建有子陵亭。